# 小西麻衣子
小西 麻衣子（こにし まいこ、1984年9月19日 - ）は、日本のフリーアナウンサーでテレビ宮崎 (UMK) の元契約アナウンサー。
現在は株式会社ハナビヤに所属。

## 経歴
詳細は基礎情報を参照。2007年4月入社。同期には首藤真吾と興梠裕子がいる。

## 人物エピソード
報道志望だったが、親しみやすいルックスとノリの良さから、バラエティー畑を中心に活躍中。
先輩の柳田哲志アナウンサーが致命傷になりかねない怪我をしたリポートをともに担当するなど、体を張ったリポートが多い。このとき、最初に小西が尻相撲に挑戦し、その後柳田に尻相撲を薦めた後事故が起きたことからもわかるように、このロケがどれほど危険だったかがわかる。2009年4月4日から2011年3月まで佐々木六華と共に『UMKスーパーサタデーJAGA2天国』のメインMCを担当していた。
また、県政番組である『みやざきゲンキTV』では「おきく（聞く）ちゃん」という和服の役柄キャラクターで、宮崎県政の動きなどを聞くために県庁職員を取材していた。
なお、2008年7月10日に竹之下フーズ『勝負納豆』コマーシャルソングでもある、ピーチ&あっくんの『なっとう!なっトウッ! 』にコーラス参加しメジャーデビューを果たした。
2011年9月13日に放送された『草彅剛の女子アナ☆2011フジテレビ愛は本当にあるのか!!?ガチ検証SP』の歌うま女子アナ対抗歌合戦（フジテレビ女子アナチームvsFNS系列各局女子アナ選抜チーム）に出演し、『恋しさと せつなさと 心強さと』を歌った。対戦相手の本田朋子アナウンサーに76対81で負けたが、審査員の小室哲哉に賞賛された。その小室と翌年のFNSの日の頑張った歌謡大賞でコンビを組んで準優勝を果たした。
2015年3月テレビ宮崎を契約満了及び寿退社。

## フリー転身後の担当番組
- BLUEでカンパイ!（宮崎放送）

## テレビ宮崎在籍時の担当番組
- 学びのひろば（2007年4月 - 2008年3月）
- UMKスーパーサタデーJAGA2天国
- みやざきゲンキＴＶ
- HOT WAVE
- U-doki
- じゃがじゃがサタデー
- UMK情報net3きゅう
- FNSソフト工場「うそかまことか研究所」（2009年12月）